# Liste der Flughäfen in der Elfenbeinküste
Die Liste der Flughäfen in der Elfenbeinküste zeigt die zivilen Flughäfen des westafrikanischen Staates Elfenbeinküste, geordnet nach Orten.
| Ort            | ICAO-Code | IATA-Code | Name des Flughafens                                               |
| -------------- | --------- | --------- | ----------------------------------------------------------------- |
| Abengourou     | DIAU      | OGO       | Flugplatz Abengourou                                              |
| Abidjan        | DIAP      | ABJ       | Flughafen Abidjan (Aéroport international Félix-Houphouët-Boigny) |
| Aboisso        | DIAO      | ABO       | Flugplatz Aboisso                                                 |
| Bocanda        | DIBC      | –         | Flugplatz Bocanda                                                 |
| Bondoukou      | DIBU      | BDK       | Flugplatz Bondoukou                                               |
| Bouaké         | DIBK      | BYK       | Flughafen Bouaké                                                  |
| Bouna          | DIBN      | BQO       | Flugplatz Bouna                                                   |
| Boundiali      | DIBI      | BXI       | Flugplatz Boundiali                                               |
| Dabou          | DIDB      | –         | Flugplatz Dabou                                                   |
| Daloa          | DIDL      | DJO       | Flugplatz Daloa                                                   |
| Dimbokro       | DIDK      | DIM       | Flugplatz Dimbokro                                                |
| Divo           | DIDV      | DIV       | Flugplatz Divo                                                    |
| Ferkessédougou | DIFK      | FEK       | Flugplatz Ferkessédougou                                          |
| Gagnoa         | DIGA      | GGN       | Flugplatz Gagnoa                                                  |
| Grand-Béréby   | DIGN      | BBV       | Flugplatz Grand-Béréby                                            |
| Guiglo         | DIGL      | GGO       | Flugplatz Guiglo                                                  |
| Katiola        | –         | KTC       | Flugplatz Katiola                                                 |
| Korhogo        | DIKO      | HGO       | Flughafen Korhogo                                                 |
| Man            | DIMN      | MJC       | Flughafen Man                                                     |
| Odienné        | DIOD      | KEO       | Flughafen Odienné                                                 |
| Ouango Fitini  | DIOF      | OFI       | Flugplatz Ouango Fitini                                           |
| San-Pédro      | DISP      | SPY       | Flughafen San-Pédro                                               |
| Sassandra      | DISS      | ZSS       | Flugplatz Sassandra                                               |
| Séguéla        | DISG      | SEO       | Flugplatz Séguéla                                                 |
| Tabou          | DITB      | TXU       | Flugplatz Tabou                                                   |
| Touba          | DITM      | TOZ       | Flugplatz Touba                                                   |
| Yamoussoukro   | DIYO      | ASK       | Flughafen Yamoussoukro                                            |